# 观测气球射手

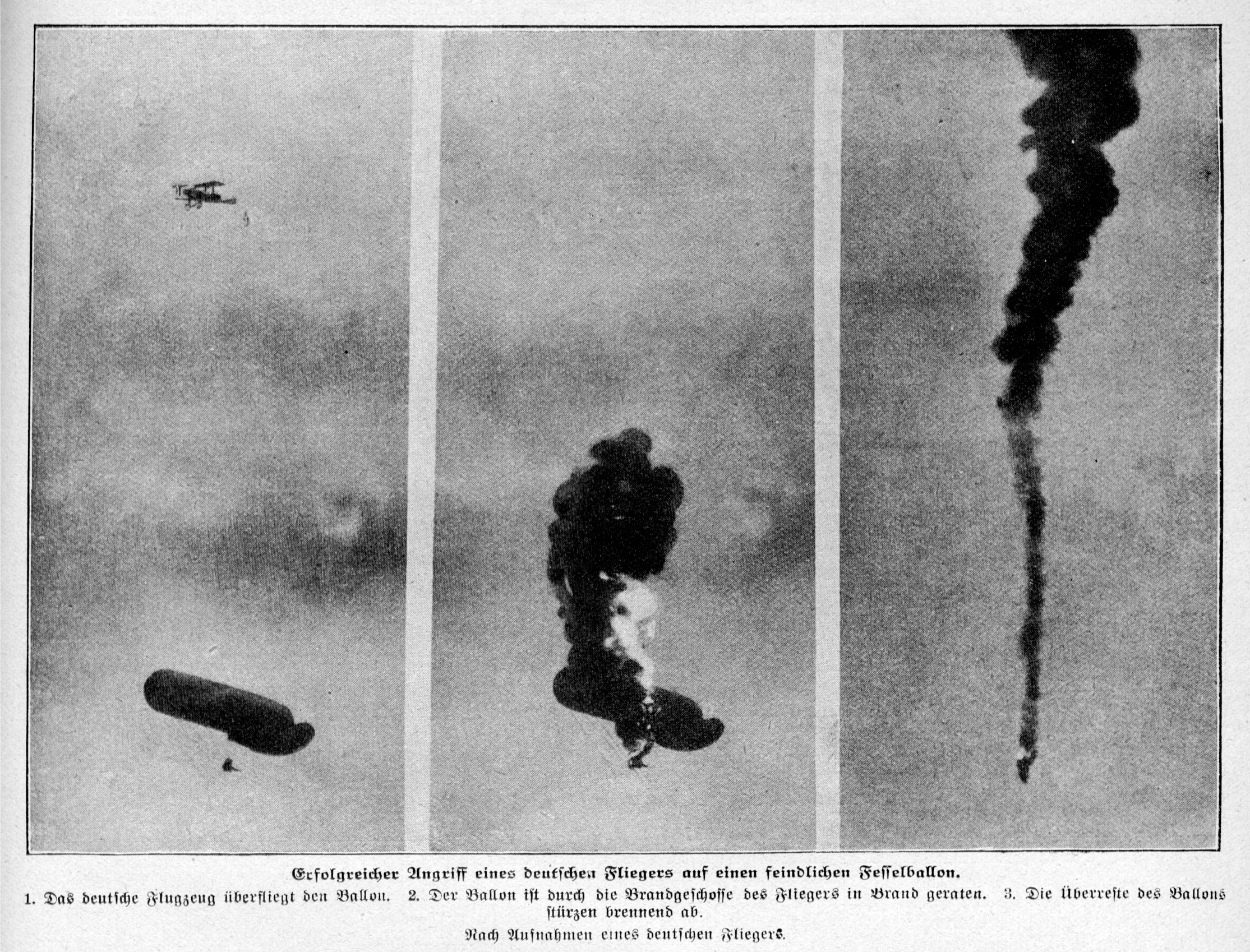
觀測氣球被德軍擊落

观测气球射手指的是以擅长击毁敌方觀測氣球而著称的飞行员。气球是固定目标，敌方从地面和空中对其加以重点防护，因此攻击这些气球需要相当大的胆量。一战期间，击毁5个及以上观测气球者便可被称为气球王牌飞行员，这样的飞行员共有77人。